# 马三家站
马三家站是一个沈山线上的铁路车站，位于辽宁省沈阳市于洪区马三家街道，建于1906年，目前为四等站，邮政编码为110145。车站为裕国站的前方中间站，办理客运业务，不办理货运业务。
车站设有4条正线，分别为沈山上下行正线、于马三线和裕国进场线，另设有2条到发线和1条货物线。
车站于2020年10月11日起停办客运业务，保留售票业务。